# Dniproavia

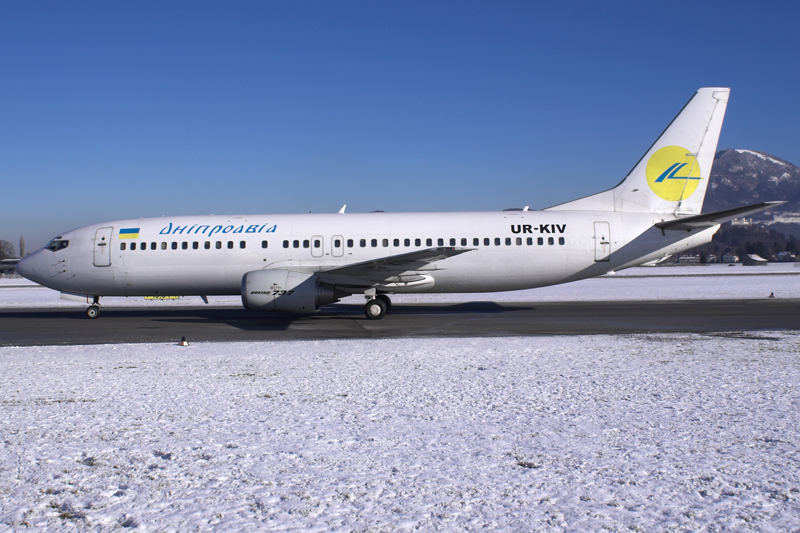
Boeing 737-400 nella livrea storica della Dniproavia.

La Dniproavia (in ucraino: Дніпроавіа, in russo: Днеправиа) era una compagnia aerea ucraina con sede a Dnipro in Ucraina. Alla fine del 2017 ha dichiarato bancarotta.

## Storia
La compagnia aerea è stata fondata con la denominazione Dnieproavia nel 1993 come sussidiaria di Air Ukraine e ha iniziato le attività come compagnia aerea a servizio prioritario di Dnipropetrovsk.
Il 22 giugno 1996 la compagnia aerea è diventata una società per azioni, che comprende l'Aeroporto di Dnipropetrovsk (sotto controllo e di proprietà del demanio dell'Ucraina), con la nuova ragione sociale Dniproavia JSC.
Dniproavia ha annunciato una perdita di poco più di 6 milioni di dollari per il 2006, nonostante l'aumento dei ricavi del 17% e l'aumento del 54% dei passeggeri trasportati. La colpa della perdita è la cancellazione dei suoi voli verso la Germania: questi voli sono stati sospesi a seguito di una controversia con le autorità tedesche per l'accesso all'aeroporto di Dnipropetrovsk (controllato da Dniproavia) da parte di Lufthansa.
Nell'ottobre del 2009 Dniproavia e l'Aeroporto di Dnipropetrovsk sono stati venduti dal governo ucraino alla società di investimento Galtera, basata a Dnipropetrovsk.

## Strategia
La Dniproavia gestiva i voli di linea nazionali ed internazionali di linea e charter con lo hub principale e la base tecnica all'Aeroporto di Dnipropetrovsk, in Ucraina.

## Flotta
La flotta della Diniproava nel 2010 includeva i seguenti aeromobili:
- 2 Boeing 737-300
- 1 Boeing 737-400
- 3 Boeing 737-500
- 1 Boeing 767-322ER (operato da Aerosvit Airlines)
- 17 Embraer ERJ 145

## Flotta storica
- Antonov An-26
- Yakovlev Yak-40 (sostituiti dagli Embraer ERJ 145)

## Accordi commerciali
- Aerosvit Airlines
- Aeroporto di Mosca-Domodedovo
- Aeroporto di Mosca-Vnukovo